# Robert Smeets
Pour les articles homonymes, voir Smeets.
Robert Smeets, né le 10 novembre 1985 à Sliedrecht, est un joueur de tennis australien professionnel.

## Palmarès

### Finale de double
| No | Date       | Nom et lieu du tournoi                          | Catégorie   | Dotation  | Surface    | Vainqueurs                 | Partenaire     | Score            |          |
| -- | ---------- | ----------------------------------------------- | ----------- | --------- | ---------- | -------------------------- | -------------- | ---------------- | -------- |
| 1  | 31-12-2007 | Next Generation Adelaide International Adélaïde | Int' Series | 440 000 $ | Dur (ext.) | Martín García Marcelo Melo | Chris Guccione | 6-3, 3-6, [10-7] | Parcours |

## Parcours enGrand Chelem

### En simple
| Année | Open d'Australie | Open d'Australie | Roland-Garros | Roland-Garros | Wimbledon | Wimbledon | US Open  | US Open    |
| ----- | ---------------- | ---------------- | ------------- | ------------- | --------- | --------- | -------- | ---------- |
| 2007  | 2e tour          | Tomáš Berdych    | -             | -             | -         | -         | -        | -          |
| 2008  | 1er tour         | David Nalbandian | 1er tour      | Tomáš Berdych | -         | -         | 1er tour | Mardy Fish |

### En double
| Année | Open d'Australie           | Open d'Australie          | Roland-Garros | Roland-Garros | Wimbledon              | Wimbledon                     | US Open | US Open |
| ----- | -------------------------- | ------------------------- | ------------- | ------------- | ---------------------- | ----------------------------- | ------- | ------- |
| 2005  | 1er tour Domenic Marafiote | Albert Costa Rafael Nadal | -             | -             | -                      | -                             | -       | -       |
| 2006  | 3e tour Paul Baccanello    | Jan Hernych Ivo Karlović  | -             | -             | 2e tour Zack Fleishman | Ramón Delgado André Sá        | -       | -       |
| 2007  | 2e tour Nathan Healey      | Martin Damm Leander Paes  | -             | -             | 2e tour Kevin Kim      | Jaroslav Levinský David Škoch | -       | -       |

Sous le résultat, la partenaire; à droite, l'ultime équipe adverse